# Flughafen Mora-Siljan

i7
i11
i13
Der Flughafen Mora-Siljan (IATA-Code: MXX, ICAO-Code: ESKM) liegt etwa sechs Kilometer südwestlich der Stadt Mora in der schwedischen Provinz Dalarnas län.